# Calypogeia azorica
Calypogeia azorica là một loài rêu trong họ Calypogeiaceae. Loài này được Bischl. mô tả khoa học đầu tiên năm 1970.